# Trevor Morley
Trevor William Morley (Nottingham, 20 maart 1961) is een Engels voormalig betaald voetballer die als aanvaller speelde. Morley werd voornamelijk bekend als aanvaller van West Ham United van 1989 tot 1995. Daarnaast speelde hij voor Manchester City en Reading. 

## Clubcarrière

### Northampton Town
Trevor Morley debuteerde bij Nuneaton Borough en brak door als aanvaller van Northampton Town van 1985 tot 1988. Hij werd aanvoerder van Northampton Town en trof 39 maal doel.

### West Ham United
Na een seizoen in de loondienst van Manchester City te hebben gespeeld, verhuisde Morley in 1989 naar West Ham United. Morley scoorde 57 competitiedoelpunten voor The Hammers en stuwde de club in 1993 naar de Premier League onder leiding van trainer en clubicoon Billy Bonds. De 13 doelpunten van Morley in het seizoen 1993/94 waren belangrijk voor het behoud van de club. Hij werd na afloop van dat seizoen uitgeroepen tot Hammer of the Year.

### Latere carrière
In 1995 verruilde de toen 34-jarige aanvaller West Ham United voor Reading. Voor deze club maakte de aanvaller 31 competitiedoelpunten tussen 1995 en 1998.
In zijn periodes bij West Ham United en Reading werd Morley verhuurd aan de Noorse eersteklassers SK Brann Bergen en Sogndal IL.
Morley was uiteindelijk 37 jaar toen hij zijn professionele loopbaan beëindigde.